# Colturano
Colturano est une commune italienne d'environ 2 000 habitants située dans la ville métropolitaine de Milan, dans la région de la Lombardie, dans le Nord de l'Italie.

## Histoire
Dom Giorgio De Capitani été curé à la paroisse de Colturano de 1983 à 1984.

## Administration
| Période                                  | Période | Identité | Étiquette | Qualité |
| ---------------------------------------- | ------- | -------- | --------- | ------- |
|                                          |         |          |           |         |
| Les données manquantes sont à compléter. |         |          |           |         |

### Frazione
Balbiano

### Communes limitrophes
Mediglia, Tribiano, San Giuliano Milanese, Dresano, Vizzolo Predabissi, Melegnano